# Downing Street Guard Chairs

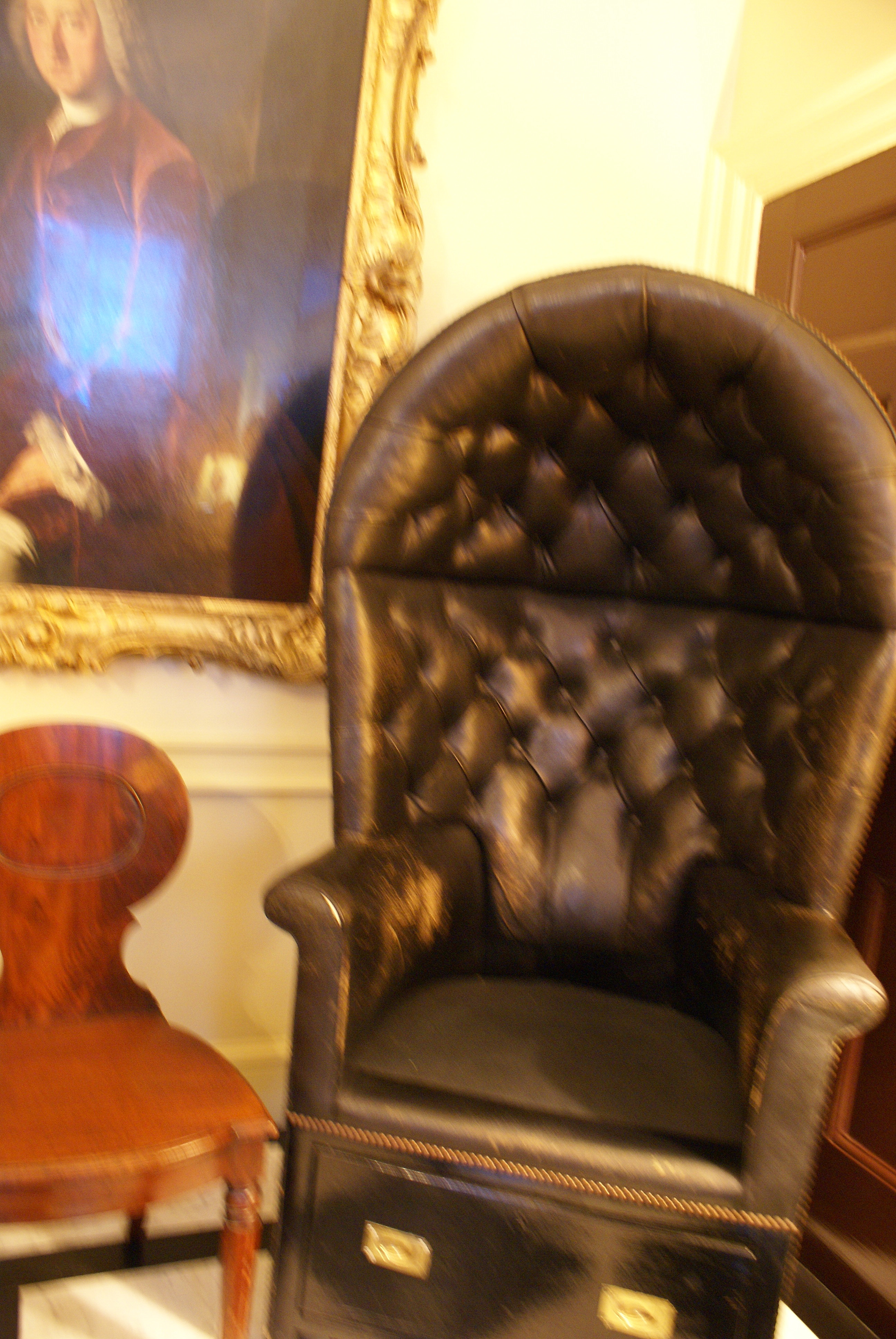
Downing Street Guard Chairs mit Sitzheizung

Die Downing Street Guard Chairs sind zwei antike Stühle der beiden Wachmänner, die den Wohnsitz des jeweiligen Premierministers in der 10 Downing Street in der Londoner Innenstadt bewachten. 

## Geschichte
Die Besonderheit der Street Guard Chairs besteht darin, dass die von Thomas Chippendale Mitte des 18. Jahrhunderts gefertigten Stühle unter den Sitzflächen in einer Schublade eine mit Holzkohle betriebene Sitzheizung hatten. Die kapuzenförmige Rückenlehne schützte die Wachleute auch vor Regen und hatte aufgrund der Formgebung den Nebeneffekt, dass auch Geräusche aus der Umgebung verstärkt wurden.
Die beiden Stühle gibt es bis zum heutigen Tage. Einer von ihnen steht als Portier Chair im Eingang des Gebäudes der 10 Downing Street, der andere Stuhl ist im Besitz eines privaten Sammlers. Auf dem Bild kann man an der rechten Seite der Armlehne die Scheuerstellen der Pistolen, die die Wachmänner trugen, erkennen.